# أمينة هانم
هي أمينة هانم وهي بنت علي باشا أغا المشهور بالمصرلي (أي المصري) من أهالي قرية نصرتلي التابعة لدراما والزوجة الأولى لمحمد علي باشا، وهي بنت خالته قدرية أخت والدته زينب .

## السيرة
ولدت أمينة هانم المصرلي عام 1770 في نصرتلي لتابعة لإيالة الروملي. هي ابنة نصرتلي علي آغا. حاكم كافالا. وهو من أصول مصرية وكانت أمينة هانم قد تزوجت في وقت سابق من علي بك. إلا أن الزواج لم يتم، لأن زوجها توفي قبل الدخول عليها. تزوجت أمينة هانم من محمد علي باشا عام 1787. قبل وقت طويل من توليه منصب والي مصر، وترقى إلى رتبة باشا، كان محمد علي مولعًا بها، ويعاملها باحترام.
لم ترافق أمينة هانم محمد علي إلى مصر، وبعد تعيينه نائبًا للملك عام 1805، أقامت هي وبناتها لمدة عامين تقريبًا في إسطنبول، حيث تعرفوا تمامًا على ثقافة الباب العالي. عند وصولها وانضمامها لحريم قصر القلعة بالقاهرة عام 1808، انفصلت أمينة هانم عن محمد علي بسبب كثرة الجواري التي حصل عليهن.
في عام 1814 قامت أمينة هانم بأداء فريضة الحج، حيث قامت بالتجهيز من جدة إلى مكة بقافلة مكونة من 500 جمل تحمل خدمها وحاشيتها وبضائعها. استقبلها محمد علي في منى، وهي أحد مواضع شعائر الحج لدى المسلمين، في اعتراف علني بوضعها الزوجة الأولى. ونظرًا لعظمة قافلتها وحراسها، وفخامة خيمتها، يقال إن السكان المحليين أطلقوا عليها لقب "ملكة النيل".
وعندما توفي ابنها طوسون باشا بالطاعون عن عمر يناهز الثالثة والعشرين عام 1816، أخذت أمينة هانم زوجته بمبة قادين ‏ وابنها عباس ليعيشا معها، ورفضت الانفصال عنه.
كان نصيب حكم مصر ل ابنها البكر ابرهيم باشا في 2 مارس 1848 حين اشتد المرض على محمد علي

## الأولاد
أنجبت أربعة أبناء ثلاثة أولاد  وهم: إبراهيم باشا، أحمد طوسون، إسماعيل كامل وعبد الحليم بك وفتاتين: توحيدة هانم ونازلي هانم.

## الوفاة
توفيت في القاهرة عام 1824. ودفنت في مقابر العائلة الملكية ضريح الإمام الشافعي في القاهرة.

### فهرس
1. 1 2  "His Highness Mehmet Ali Paşa, Vali of Misir (Egypt), Sudan, Filistin, Suriye, Hicaz, Mora, Taşoz and Girit". مؤرشف من الأصل في 2022-10-01. اطلع عليه بتاريخ 2019-05-25.
2. 1 2 3 4  Cuno 2015، صفحة 31.
3. 1 2  Sayyid-Marsot 1984، صفحة 27.
4. ↑  Rosten، David B. (3 ديسمبر 2015). The Last Cheetah of Egypt: A Narrative History of Egyptian Royalty from 1805 to 1953. iUniverse. ISBN:978-1-491-77939-2.
5. ↑  Folia Orientalia, Volume 37. Państwowe Wydawn. Naukowe. 2001. ص. 61.
6. ↑  Fahmy، Khaled (1 ديسمبر 2012). Mehmed Ali: From Ottoman Governor to Ruler of Egypt. Oneworld Publications. ISBN:978-1-780-74211-3.
7. ↑  Sayyid-Marsot 1984، صفحة 28.
8. ↑  Cuno 2015، صفحة 32.
9. ↑  Tugay، Emine Foat (1963). Three Centuries: Family Chronicles of Turkey and Egypt. Oxford University Press. ص. 115–16.
10. ↑  Doumani، Beshara (1 فبراير 2012). Family History in the Middle East: Household, Property, and Gender. SUNY Press. ص. 257. ISBN:978-0-791-48707-5.

### بيانات المراجع
- Cuno، Kenneth M. (1 أبريل 2015). Modernizing Marriage: Family, Ideology, and Law in Nineteenth- and Early Twentieth-Century Egypt. Syracuse University Press. ISBN:978-0-815-65316-5.
- Sayyid-Marsot، Afaf Lutfi (12 يناير 1984). Egypt in the Reign of Muhammad Ali. Cambridge University Press. ISBN:978-0-521-28968-9.